# (5934) Mats
(5934) Mats ist ein Asteroid des Hauptgürtels, der am 20. September 1976 von den schwedischen Astronomen Claes-Ingvar Lagerkvist und Hans Rickman am 2004 geschlossenen Observatorium Kvistaberg (IAU-Code 049), die zur Universität Uppsala gehörte, entdeckt wurde.
Der Asteroid gehört zur Nysa-Gruppe, einer nach (44) Nysa benannten Gruppe von Asteroiden (auch Hertha-Familie genannt, nach (135) Hertha).
Der Himmelskörper wurde nach Mats Lindgren (* 1974) benannt, einem ehemaligen schwedischen Eishockeyspieler und -trainer, der im Verlauf seiner aktiven Karriere zwischen 1990 und 2003 unter anderem 411 Spiele für die Edmonton Oilers, New York Islanders und Vancouver Canucks in der National Hockey League (NHL) auf der Position des Centers bestritten hat.